# العلاقات الفلسطينية اللبنانية
العلاقات الفلسطينية اللبنانية هي العلاقات الثنائية التي تجمع بين دولة فلسطين ولبنان.

## التاريخ
في عام 1989، اعترف لبنان باعلان الاستقلال الفلسطيني. 
في 6  يناير 2006، قرر مجلس الوزراء اللبناني الموافقة على إعادة فتح مكتب منظمة التحرير الفلسطينية في بيروت، والذي دمره الجيش الإسرائيلي عند احتلاله بيروت الغربية في سبتمبر 1982، وظل مقفلاً بعد الانسحاب الإسرائيلي. افتتح المكتب في 15 مايو 2006. 
في 27 نوفمبر 2008، قرر مجلس الوزراء اللبناني إقامة علاقات دبلوماسية مع دولة فلسطين. في 11 أغسطس 2011، قرر مجلس الوزراء اللبناني تنفيذ قراره، وافتتح الرئيس الفلسطيني محمود عباس السفارة الفلسطينية في بيروت خلال زيارته إلى لبنان في 16–17 أغسطس 2011.
حتى عام 2008، كان لبنان موطنًا لنحو 400,000 لاجئ فلسطيني يعيشون في 12 مخيمًا فلسطينيًا.

## وصلات خارجية
- موقع وزارة الخارجية الفلسطينية
- موقع وزارة الخارجية اللبنانية